# Agrypon newcombi
Agrypon newcombi là một loài tò vò trong họ Ichneumonidae.